# Serjania mansiana
Serjania mansiana är en kinesträdsväxtart som beskrevs av Carl Friedrich Philipp von Martius. Serjania mansiana ingår i släktet Serjania och familjen kinesträdsväxter. Inga underarter finns listade i Catalogue of Life.